# Thang Ân Bá
Thang Ân Bá (giản thể: 汤恩伯; phồn thể: 湯恩伯; bính âm: Tāng Énbó; Wade–Giles: T'ang En-po,)(1898–1954) là một vị tướng Quốc dân đảng Trung Hoa Dân Quốc. Cùng Hồ Tông Nam và Tiết Nhạc, Thang Ân Bá là một trong những tướng lĩnh Quốc dân đảng được quân Nhật kính sợ nhất trong Chiến tranh Trung-Nhật lần thứ 2.

## Cuộc đời

### Thời trẻ và chiến tranh chống Nhật
Sinh năm 1898 tại Vũ Nghĩa, Chiết Giang, Thang Ân Bá tốt nghiệp Trường Sĩ quan Lục quân Đế quốc Nhật Bản, nhờ đó quen thuộc với những chiến thuật của quân Nhật trong Chiến tranh Trung-Nhật. Ban đầu Thang Ân Bá gặp bất lợi trong các trận chiến chống quân Nhật xâm lược, nhưng không phải do khả năng chỉ huy của ông, nhưng do tình thế chính trị Trung Hoa lúc đó – cấp trên Tưởng Giới Thạch của Thang do dự không muốn tập trung lực lượng tinh nhuệ đánh nhau với quân Nhật, mà muốn dùng họ trấn áp quân Cộng sản. Bị hạn chế về lực lượng và trang bị, bất kỳ tư lệnh nào cũng sẽ gặp khó khăn khi chiến đấu với kẻ thù vượt trội, và Thang Ân Bá cũng không phải ngoại lệ. Hơn nữa, những kế hoạch tác chiến trên giấy tờ hiếm khi hiệu quả trên thực tế trong giai đoạn này vì các lãnh chúa quân phiệt địa phương chỉ lo bảo toàn lực lượng mà phớt lờ lệnh Tưởng Giới Thạch. Dù Thang Ân Bá có công trong chiến thắng Đài Nhi Trang, ông không ngăn chặn được bước tiến của quân Nhật trong Trận Hà Nam-Hồ Nam-Quảng Tây, mất 37 thành phố và thị trấn chỉ trong 36 ngày.

### Nội chiến
Sau Thế chiến II, Thang Ân Bá tham gia cuộc chiến chống quân Cộng sản. Thang ban đầu do dự do những thất bại quân sự của ông trong Nội chiến Trung Hoa, nhưng người thiếp thứ tư của ông thuyết phục ông trung thành với Tưởng Giới Thạch và Quốc dân đảng. Kết quả là, Thang Ân Bá thông báo với Tưởng Giới Thạch rằng ân sư và cấp trên của ông là Trần Nghi đã khuyên ông theo phe Cộng sản và sau đó Trần bị bắt rồi bị xử tử. Trần Nghi bị xử tử tại Mã Trường Đình, Đài Bắc, ngày 18 tháng 6 năm 1950 và được chôn cất tại Ngũ Cổ, huyện Đài Bắc.
Nhưng Thang Ân Bá bị Tưởng ngờ vực. Địa vị của ông càng suy yếu khi những sĩ quan Quốc dân khác như Cốc Chính Cương (谷正纲) báo cáo cho Tưởng Giới Thạch rằng trong Trận Thượng Hải, Thang đã chuẩn bị chạy sang Nhật và yêu cầu các thân tín Vương Văn Thành (王文成) và Long Tá Lương (龙佐良) tìm cho mình một ngôi nhà ở Nhật Bản.

### Qua đời
Ngày 6 tháng 5 năm 1949, một người bạn thân của Thang chuyển nửa triệu dollar vào tài khoản của một người bạn Mỹ của y, và sau cùng, tiền được chuyển từ tài khoản này đến Vương Văn Thành và Long Tá Lương ở Nhật Bản. Tháng 7 năm 1949, Vương Văn Thành và Long Tá Lương mua một dinh cơ với 22 phòng ở ngoại ô Tokyo. Tuy nhiên, vụ này vô tình bị công khai ngày 2 tháng 2 năm 1950 khi Reuters đưa tin ở Tokyo khẳng định rằng Tưởng Giới Thạch đã mua một dinh cơ ở ngoại ô Tokyo thông qua một viên chức cao cấp Trung Hoa. Có tin đồn rằng kẻ thù chính trị của ông trong Quốc dân đảng đã theo dõi từng động tĩnh của Thang từ lâu và chờ dịp hạ bệ ông, nhưng tin đồn này không có bằng chứng xác thực. Kết quả ông hoàn toàn mất lòng tin của Tưởng, ông ta còn được cho là đã tức giận quát lên: "Chẳng trách quân ta thua chóng vánh như vậy ở Thượng Hải và duyên hải Đông Nam - hắn (Thang Ân Bá) vốn đã định bỏ trốn rồi!"
Sau khi sang Đài Loan cùng Chính phủ Trung Hoa Dân Quốc, Thang Ân Bá ngã bệnh phải sang Nhật điều trị. Tuy nhiên, Thang chết sau khi phẫu thuật tại Tokyo.

## Sự nghiệp quân sự
- 1932 sĩ quan chỉ huy Sư đoàn 89, Hà Nam
- 1937 Tư lệnh Bộ Tư lệnh Bình định tiền tuyến Thái Nguyên
- 1937 - 1938 Tư lệnh Quân đoàn 13
- 1937 - 1938 Tư lệnh Binh đoàn 20
- 1938 - 1940 Tư lệnh Tập đoàn quân 31
- 1944 Phó tư lệnh Quân khu 1
- 1944 Phó tư lệnh Quân khu 4
- 1944 - 1945 Tư lệnh Binh đoàn 3 tiền tuyến
- 1949 Tư lệnh phòng thủ Thượng Hải